# YMO Selfservice
『YMO Selfservice』は、1998年7月1日にアルファミュージック企画・製作、アスク販売によるハイブリッド（Windows・Macintosh両対応）CD-ROM。
イエロー・マジック・オーケストラ（YMO）結成20周年を記念し、MP3フォーマットで全114曲ノーカット収録などCD-ROM2枚組でリリースされた。
1998年当時の一般的なパソコン環境では十分に動作した製品であるが、Macromedia Director 7で制作されているため、MacではMacintosh G3のMac OS 9.2まで動作するが、macOS High Sierraのパソコン環境ではCD-ROMすら立ち上がらない。WindowsではNTまでは動作したが、Windows 7の環境ではCD-ROMは立ち上がるものの、コンテンツは正常に再生することは出来ない。2018年現在で旧い環境であるMacintosh G3のMac OS 9.2上で正常に動くことは確かめられた。

## 動作環境
下記環境のほかQuickTimeのインストールも必要。

### Windows
- OS：日本語版Microsoft Windows 95
- CPU：Pentium 120MHz以上
- 実装メモリ：32MB以上
- 画像表示モード：640×480ドット、32000色以上（High Color）
- サウンド：要PCMサウンドボード
- CD-ROMドライブ：4倍速以上

### Macintosh
- OS：漢字Talk7.5.x、日本語Mac OS 7.6〜8.1
- CPU：PowerPC603e/120MHz相当以上
- 実装メモリ：空きメモリ8MB以上
- 画像表示モード：640×480ドット、32000色以上
- CD-ROMドライブ：4倍速以上

## 収録コンテンツ
- 1枚目 LAYER 1
Y.M.O.の全アルバム12タイトルの全ての楽曲をフルサイズ収録し、他、あらゆるデータを網羅したCD-ROM。
- 2枚目 LAYER 2
あらゆるデータの収録は当然のこととして、それらのデータをより深く、マニアックに探索する事をその狙いとしたCD-ROM。
- 3枚目 Special Single CD
Y.M.O.のライブで演奏された2曲のオーディオCD。大きさは12cmだが、記録面は8cmのニューマキシ仕様ディスクのため、プレイヤーによっては再生できない場合もある。

### 1枚目 LAYER 1
画面が立ち上がるとQuick（直接データへアクセスするモード）とNabigator（伊武雅刀によるナビゲーションでY.M.O.ワールドのあらゆるデータを見るモード）、およびPerson（Y.M.O.のメンバーそれぞれのプロフィールを紹介するモード）へアクセス可能となる。
- HISTORY
Y.M.O.の結成から「散開」までの歴史を知ることができる。
- MUSIC
Y.M.O.の全アルバム12タイトルの全ての楽曲が聴ける。
- ZADANKAI
Y.M.O.に関わった人々のY.M.O.が見られる。
- VIDEO
Y.M.O.のヒット曲のプロモーションビデオが見られる。
- INTERVIEW
オリコン代表の小池聰行に当時のY.M.O.についてインタビューした映像が見られる。
- PHOTO
Y.M.O.のメンバーが自分自身で紹介する、こだわりフォトを見ることができる。
- JACKET
Y.M.O.のオリジナルアルバム以外のCD、ビデオなどのジャケットが紹介されている。
- QUESTION
伊武雅刀の出題によるカルトクイズを楽しむことができる。

### 2枚目 LAYER 2
- MAIN
ここから各サービスへ移動できる。
- DISC FETCH SERVICE
Y.M.O.のアナログレコードの帯違い、レーベル違いごとが紹介されている。
- ITEM SERVICE
現在では入手困難な各種Y.M.O.のレアアイテムが紹介されている。
- RARE SOURCE SERVICE
1981年12月23日に新宿コマ劇場で行われたY.M.O.ウインターライブ'81の未公開音源から3曲が収録されている。
- BACKSTAGE SERVICE
Y.M.O.のLive活動の流れに沿って、ライブツアーに関係する写真などが紹介されている。
- REMIX SERVICE
Y.M.O.のオリジナルマルチテープから曲ごとに7トラックの擬似マルチトラックが作成・収録されている。
- SYNTHE SERVICE
当時Y.M.O.が使用していた代表的なシンセサイザーで当時のY.M.O.サウンドが再現できる。
- ARCHIVE SERVICE
Y.M.O.のオリジナルマルチトラックから抽出した音素材とマルチトラックのシートが収録されている。
- 3D STAGE SERVICE
1983年、Y.M.O.ジャパンツアーの日本武道館ステージを3DCGで再現されている。

### 3枚目 Special Single CD
1980年11月7日にロサンゼルス、A&Mのチャップリン・メモリアルスタジオにて行われたY.M.O.のライブで演奏された「BEHIND THE MASK」「RYDEEN」が収録されている。